# Friedrich Paschen
Louis Karl Heinrich Friedrich Paschen, nemški fizik, * 22. januar, 1865, Schwerin, Nemčija, † 25. februar 1947, Potsdam, Nemčija

## Življenje
Paschen je študiral na Univerzi v Berlinu in Univerzi v Strasbourgu, kjer je leta 1888 diplomiral. Pozneje je bil asistent pri fiziku Johannu Wilhelmu Hittorfu (1824–1914). V letu 1901 je postal redni profesor na Univerzi v Tübingenu.

## Delo
Pod njegovim vodstvom je postal Tübingen vodilni kraj spektroskopskih raziskovanj. Raziskoval je vodikov spekter. Po njem se imenuje Paschenova serija v vodikovem spektru. 
Leta 1889 je odkril po njem imenovan zakon o odvisnosti prebojne napetosti v homogenem električnem polju od tlaka plina in razdalje med elektrodama.

## Priznanja

### Nagrade
- Rumfordova medalja (1928)